# Луцій Стертіній Авіт
Луцій Стертіній Авіт (лат. Lucius Stertinius Avitus; ? — після 92) — державний діяч та поет часів Римської імперії, консул-суффект 92 року.

## Життєпис
Походив з роду вершників Стертініїв. Син Луція Стертінія. Про молоді роки немає відомостей. За часів Веспасіана або Доміціана обіймав посаду прокуратора провінції Норік. Був другом поета Марціала, який називав Авіта sublimi pectore vates. У 92 році призначено консулом-суффектом разом з Тиберієм Юлієм Цельсом. З епіграм Марціала відомо, що Стертіній також складав вірші. Втім ні про назви або тематику, чи зміст цих творів нічого не відомо.

## Родина
- Луцій Стертіній Норік, консул-суффект 113 року